# Kostolné Kračany
Kostolné Kračany est un village de Slovaquie situé dans la région de Trnava.

## Histoire
Première mention écrite du village en 1215.

## Démographie

### Évolution de la population
| Année:               | 1994. | 2004.    | 2014.   | 2024.    |
| -------------------- | ----- | -------- | ------- | -------- |
| Nombre de personnes: | 1071  | 1222     | 1305    | 1494     |
| Différence:          |       | +14,09 % | +6,79 % | +14,48 % |

| Année:               | 2023. | 2024.   |
| -------------------- | ----- | ------- |
| Nombre de personnes: | 1464  | 1494    |
| Différence:          |       | +2,04 % |